# 菅谷村 (岡山県)
菅谷村（すがたにそん）は、岡山県吉備郡にあった村。現在の加賀郡吉備中央町の一部にあたる。

## 地理
吉備高原の浸食小起伏面上と、宇甘川支流・加茂川流域に位置していた。

## 歴史
- 1889年（明治22年）6月1日、町村制の施行により、賀陽郡竹部村、上野村が合併して村制施行し、菅谷村が発足[1][2]。旧村名を継承した竹部、上野の2大字を編成[2]。
- 1900年（明治33年）4月1日、郡の統合により吉備郡に所属[1][2]。
- 1932年（昭和7年）4月1日、御津郡加茂村、福山村と合併し、御津郡津賀村を新設して廃止された[1][2]。合併後、津賀村大字竹部・上野となる[2]。

### 地名の由来
竹部村、上野村の産土神が菅原神を祀る天神社であることから。

## 産業
- 農業[2]